# Rusiate Rogoyawa
Rusiate Rogoyawa (ur. 16 maja 1961 w Cikobii) – fidżyjski biegacz narciarski, pierwszy w historii reprezentant kraju na zimowych igrzyskach olimpijskich i jedyny, który reprezentował kraj w biegach narciarskich na tychże.
Był jedynym przedstawicielem Fidżi na Zimowych Igrzyskach Olimpijskich 1988 i Zimowych Igrzyskach Olimpijskich 1994.
Wystąpił w dwóch konkurencjach. Na igrzyskach w 1988 roku wystartował w indywidualnym biegu na 15 kilometrów. Zajął 83. miejsce na 85 zawodników, którzy ukończyli zawody (do zwycięzcy Fidżyjczyk stracił ponad 20 minut). Sześć lat później wystąpił w indywidualnym biegu na 10 kilometrów. Wynik, który osiągnął, dał mu ostatnie, 88. miejsce; do wyprzedzającego zawodnika stracił niemal sześć minut, a do zwycięzcy stracił ich ponad 14.
Na obu imprezach Rogoyawa był chorążym reprezentacji.

## Osiągnięcia

### Zimowe igrzyska olimpijskie
| Igrzyska         | Konkurencja | 1. międzyczas | 2. międzyczas | Wynik | Miejsce |
| ---------------- | ----------- | ------------- | ------------- | ----- | ------- |
| Calgary 1988     |             |               |               |       |         |
| 15 km            | 19:47,0     | 42:48,8       | 1-01:26,3     | 83.   |         |
| Lillehammer 1994 |             |               |               |       |         |
| 10 km            | 6:11,1      | 22:52,3       | 38:30,7       | 88.   |         |